# Canton de Die
Le canton de Die est une ancienne division administrative française située dans le département de la Drôme, en région Rhône-Alpes, dans l'arrondissement de Die.
Die est désormais le bureau centralisateur du nouveau canton du Diois.

## Histoire
Le canton a été supprimé en mars 2015 à la suite du redécoupage des cantons du département et ses quinze communes ont rejoint le canton du Diois.

## Composition
Avant le redécoupage de 2014, le canton de Die regroupait les quinze communes suivantes :
| Nom                   | Code Insee | Intercommunalité | Superficie (km2) | Population (dernière pop. légale) | Densité (hab./km2) |
| --------------------- | ---------- | ---------------- | ---------------- | --------------------------------- | ------------------ |
| Die (chef-lieu)       | 26113      | CC du Diois      | 57,28            | 4 516 (2014)                      | 79                 |
| Aix-en-Diois          | 26001      | CC du Diois      | 16,49            | 358 (2013)                        | 22                 |
| Barsac                | 26027      | CC du Diois      | 15,58            | 149 (2014)                        | 9,6                |
| Chamaloc              | 26069      | CC du Diois      | 21,89            | 128 (2014)                        | 5,8                |
| Laval-d'Aix           | 26159      | CC du Diois      | 20,05            | 127 (2014)                        | 6,3                |
| Marignac-en-Diois     | 26175      | CC du Diois      | 18,26            | 199 (2014)                        | 11                 |
| Molières-Glandaz      | 26187      | CC du Diois      | 2,87             | 105 (2013)                        | 37                 |
| Montmaur-en-Diois     | 26205      | CC du Diois      | 12,80            | 83 (2014)                         | 6,5                |
| Ponet-et-Saint-Auban  | 26246      | CC du Diois      | 13,21            | 128 (2014)                        | 9,7                |
| Pontaix               | 26248      | CC du Diois      | 19,68            | 163 (2014)                        | 8,3                |
| Romeyer               | 26282      | CC du Diois      | 41,46            | 208 (2014)                        | 5                  |
| Saint-Andéol          | 26291      | CC du Diois      | 13,37            | 71 (2014)                         | 5,3                |
| Saint-Julien-en-Quint | 26308      | CC du Diois      | 47,35            | 159 (2014)                        | 3,4                |
| Sainte-Croix          | 26299      | CC du Diois      | 10,78            | 99 (2014)                         | 9,2                |
| Vachères-en-Quint     | 26359      | CC du Diois      | 5,14             | 34 (2014)                         | 6,6                |

## Représentation

### conseillers généraux de 1833 à 2015
| Période | Période                   | Identité                                | Étiquette             | Qualité |
| ------- | ------------------------- | --------------------------------------- | --------------------- | --- |
| 1833    | 1839                      | Adrien Jean-François Delamorte-Félines  |                       | Juge d'instruction au Tribunal civil de Die |
| 1839    | 1848                      | Jean Joseph Adrien Joubert (1797-1853)  |                       | Maire de Die |
| 1848    | 1852                      | Isidore Blanc (de) Saint-Laurent        |                       | Commandant de la Garde Nationale à Die Conseiller municipal de Die                                                                             |
| 1852    | 1871                      | Antoine Urbain Buis (1791-1874)         |                       | Ancien conservateur des hypothèques Propriétaire à Die                                                                                         |
| 1871    | 1878 (démission)          | Louis Romain Deschamps (1819-?)         | Républicain           | Avoué à Die |
| 1878    | 1883                      | Louis Coursange (1832-1908)             | Républicain           | Négociant Maire de Die (1878) |
| 1883    | 1889                      | Léon Buis (1821-1914, fils de A.U.Buis) | Républicain           | Juge de paix à Valence, maire d'Aubenasson |
| 1889    | 1901                      | Louis Magnan                            | Républicain           | Docteur en médecine |
| 1901    | 1906 (décès)              | Adolphe Ferrier                         | Républicain puis Rad. | Fabricant de machines agricoles Maire de Die (1885-1894) Député (1902-1906)                                                                    |
| 1906    | 1921 (décès)              | Émile Morel                             | Rad.                  | Négociant à Die Élu au bénéfice de l'âge en 1906                                                                                               |
| 1921    | 1941 (démission d'office) | Léon Archimbaud                         | Rad.                  | Journaliste Directeur de La République du Peuple Député (1919-1942) Sous-secrétaire d'État (février 1930) Révoqué par le Gouvernement de Vichy |
|         |                           |                                         |                       | |
| 1942    | 1945                      | Maurice Vérillon                        |                       | Pharmacien, maire de Die (1942-1944) Nommé conseiller départemental en 1942                                                                    |
|         |                           |                                         |                       | |
| 1945    | 1949                      | Fernand Richaud                         | PCF                   | Artisan, ancien résistant (responsable FTP) Conseiller municipal de Die                                                                        |
| 1949    | 1979                      | Maurice Vérillon                        | SFIO puis PS          | Pharmacien Sénateur (1959-1980) Maire de Die (1947-1974)                                                                                       |
| 1979    | 1992                      | Jean-Pierre Rambaud (1939-2019)         | PCF                   | Directeur d'école Maire de Die (1989-1995) |
| 1992    | 1998                      | Isabelle Bizouard                       | DVG puis PS           | Fonctionnaire Maire de Die (1995-2008 et depuis 2020)                                                                                          |
| 1998    | 2004                      | Jean-Pierre Rambaud                     | PCF                   | Maire de Die (1989-1995) |
| 2004    | 2011                      | Bernard Condette                        | PCF                   | |
| 2011    | 2015                      | Philippe Leeuwenberg                    | PCF                   | Animateur des pratiques culturelles et sociales Conseiller municipal de Die                                                                    |

## Conseillers d'arrondissement de 1833 à 1940
| Période | Période      | Identité                                                  | Étiquette   | Qualité |
| ------- | ------------ | --------------------------------------------------------- | ----------- | --- |
| 1833    | 1842         | Aristide Lagier-Lacondamine (1794-1847)                   |             | Médecin à Die                                                                                               |
| 1842    | 1848         | Frédéric Coursange (1792-1849)                            |             | Propriétaire à Die                                                                                          |
| 1848    | 1852         | Etienne Nicolas Antoine Alvier                            |             | Avocat à Die                                                                                                |
| 1852    | 1855         | Émile Laurens                                             |             | Avocat à Die                                                                                                |
| 1855    | 1861         | Jean Joseph Adrien Joubert                                |             | Avoué à Die                                                                                                 |
| 1861    | 1870         | Alfred Gaston Jean-François Delamorte-Félines (1827-1875) |             | Juge de paix à Die                                                                                          |
| 1870    | 1883         | Auguste Joseph Victor Taillotte                           |             | Pharmacien de la Marine à Die                                                                               |
| 1883    | 1894 (décès) | Jean-André Crozet                                         | Républicain | Huissier à Die                                                                                              |
| 1894    | 1898         | Marie-Auguste Simon (1868-1924)                           |             | Garagiste, adjoint au maire de Die                                                                          |
| 1898    | 1901         | Adrien Viogeat                                            |             | Négociant (marchand de bois) à Die                                                                          |
| 1901    | 1928         | Auguste Barnaud                                           | Radical     | Ancien maire de Die                                                                                         |
| 1928    |              | Henri Brunet                                              | SFIO        | Conseiller municipal de Die                                                                                 |
| 1940    |              |                                                           |             | Les conseils d'arrondissement ont été suspendus par la loi du 12 octobre 1940 et n'ont jamais été réactivés |

## Démographie
| 1962  | 1968  | 1975  | 1982  | 1990  | 1999  | 2006  | 2011  | 2012  |
| ----- | ----- | ----- | ----- | ----- | ----- | ----- | ----- | ----- |
| 5 119 | 5 516 | 5 311 | 5 332 | 5 684 | 6 043 | 6 256 | 6 371 | 6 382 |